# لويس هنري ديفيز
لويس هنري ديفيز هو محامي وقاضي وسياسي كندي، ولد في 4 مايو 1845 في كندا، وتوفي في 1 مايو 1924 بأوتاوا في كندا. حزبياً، نشط في الحزب الليبرالي الكندي. انتخب Chief Justice of Canada ‏ (23 أكتوبر 1918 – 1 مايو 1924) وانتخب رئيس وزراء جزيرة الأمير إدوارد ‏ (15 أغسطس 1876 – 25 أبريل 1879).